# روبرت سوم اسکاتلند
روبرت سوم اسکاتلند ((به انگلیسی: Robert III of Scotland); c.۱۳۳۷/۴۰ – ۴ آوریل ۱۴۰۶) سیاستمدار اهل پادشاهی اسکاتلند بود.